# Norman Gall
Norman Gall (17 de setembro de 1933) é um repórter estadunidense especialista em América Latina. Gall contribuiu para diversos periódicos, como Forbes, The Economist, The Wall Street Journal e foi o fundador do Instituto Instituto Fernand Braudel de Economia Mundial, sediado em São Paulo, Brasil, onde atuou como diretor-executivo de 1987 à 2021.

## Educação
Nascido no bairro do Bronx, em Nova York, foi educado em escolas públicas da cidade e se graduou pela New York University em 1956.

## Carreira
Entre 1961 e 1964, Gall trabalhou como repórter e correspondente para o Caribe do jornal The San Juan Star, editado em inglês.
Entre 1964 e 1971, ele trabalhou como jornalista freelancer especializado em questões latino-americanas, realizando trabalhos para a instituições como Guggenheim Foundation, a Fundação Creole, Instituto de Estudos Caribenhos, a Universidade de Porto Rico (por financiamento da Ford Foundation) e da Woodrow Wilson School of Public and International Affairs, da Universidade de Princeton. Durante esse período, Norman cobriu diversos países no Caribe, na América Central e na América do Sul. Suas contribuições foram publicadas em jornais como The New York Times, The Washington Post, The Wall Street Journal, o Financial Times, The Baltimore Sun, Newsday, The Economist, The New York Review of Books, Commentary, The New Republic, The Nation, The New Leader, The Observer, o New Statesman, o The Wilson Quarterly. Ele também publicou em diversos periódicos editados em outros idiomas, como O Estado de S. Paulo, El País, Le Monde e Die Ziet.
Entre 1971 e 1978, Norman trabalhou na American Universities Field Staff (AUFS), com sedes em Caracas e em São Paulo, dando aulas e produzindo reportagens e pesquisas sobre a Venezuela, República Dominicana, Colômbia, Peru, Bolívia, Chile e Brasil. Entre 1974 e 1977 foi também associado-sênior da Carnegie Endowment for International Peace, responsável por um projeto de pesquisa de três anos sobre a emergência do “Brasil como força nas questões hemisféricas”. A partir de 1980, Norman foi editor da revista Forbes especializado em desenvolvimento da economia global com foco na América Latina. De1987 a 2021 atuou como diretor-executivo do Instituto Fernand Braudel de Economia Mundial, em São Paulo, sendo substituído por Roberto Mesquita em 2021, pela primeia vez na história do Instituto tendo um novo diretor desde sua fundação. Além disso, Gall é editor da publicação periódica de opinião Braudel Papers, publicado em português, espanhol e inglês. Hoje, atua como Diretor de Pesquisa do Instituto Braudel.
Gall trabalhou por anos como consultor para a Exxon Corporation (1979), para o Banco Mundial (em 1984-85 e 1989-90), para as Nações Unidas (1985), e para a Technoplan (em 1993). Residente de Porto Rico entre 1961 e 1967 e da Venezuela entre 1968 e 1974, vive no Brasil desde 1977.

### Livros selecionados
- O Terremoto Financeiro: A primeira crise global do Século XXI. Preface by Armínio Fraga. Rio de Janeiro: Elsevier/Campus, 2009.
- A Reforma Educacional de Nova York: Possibilidades para o Brasil. With Patrícia Mota Guedes. São Paulo: Itaú Social/Fernand Braudel Institute of World Economics, 2009.
- Qualidade na Educação: A luta por melhores escolas em São Paulo e Nova York. (with Patrícia Mota Guedes) São Paulo: Editora Moderna, 2007.
- Lula e Mefistófeles e outros ensaios políticos. São Paulo: Editora A Girafa, 2005.
- Energia Elétrica e Inflação Crônica no Brasil: A Descapitalização das Empresas Estatais. With Diomedes Christodoulou and Roberto Hukai. São Paulo: Fernand Braudel Institute of World Economics (1990).
- La Reforma Educativa Peruana, Lima: Mosca Azul Editores, 1976.
- America Latina: "El Pueblo de Dios." Caracas: Monte Avila Editores, 1971.[2][3]

### Reportagens Selecionadas
Norman escreveu diversas reportagens longas, muitas delas publicadas em formato de livros, sobre uma variedade de assuntos econômicos e sociais. Por exemplo, “Inflação Argentina: Quando vai parar?” (1979) é resultado de um relatório informativo para a Exxon sobre a crise inflacionária argentina; “El Alto de La Paz” (1985) foi uma reportagem para o Banco Mundial sobre a pobreza na Bolívia, “examinando como a sociedade urbana recai no ruralismo e se torna cada vez mais dependente de doações estrangeiras de comida para sobreviver”; “A política econômica da Petrobrás” (1985) foi um relatório para as Nações Unidas sobre a indústria do petróleo; “Inflação crônica como falha sistêmica” (1992) foi outro relatório para o Banco Mundial sobre “o impacto de longo-prazo da inflação sobre as instituições, infraestrutura e na sobrevivência das sociedades complexas”.

### Jornalismo
Gall é um jornalista ativo, escrevendo para dezenas de publicações internacionais sobre perspectivas econômica, sociais, políticas e culturais de América Latina e do mundo. Normalmente resultado de imersões que duram meses em algum país ou região, suas reportagens são longas, detalhadas e acompanhados de uma extensa análise crítica.
Na década de 1960, ele escreveu centenas de artigos sobre temas como educação rural em Porto Rico, problemas trabalhistas em San Juan waterfront, pequenas fábricas na cidade porto-riquenha de Aibonito, guerrilhas na Colômbia, desenvolvimento econômico na Bolívia, mineração na Bolívia, violência na Nicarágua, o regime de Duvalier no Haiti, assassinatos políticos na República Dominica, guerrilhas maoístas no Peru, guerrilhas na Venezuela, guerrilhas na Guatemala, relação entre Estado e Igreja em Cuba, a prisão de Juan Peró no Rio de Janeiro e tensões sociais em Ciudad Juarez. Ele foi o primeiro a revelar o papel da CIA no assassinato do ditador dominicano Rafael Trujillo, em 1961, e o primeiro a revelar em detalhes a revolta dos camponeses no sul do Peru. Suas reportagens sobre direitos humanos incluem “Chacina na Guatemala” [The New York Review of Books, de 20 de maio de 1971] e “São Domingo: a Política do Terror” [The New York Review of Books, July 2, 1971]. Nos anos 1970 cobriu a eleição de Salvador Allende (“Chile elege uma revolução”). Seu artigo de 25,000 palavras “Peru: o Mestre está Morto”, publicado na [Dissent], em junho de 1971, detalhou o regime militar peruano e suas reformas agrárias. “A reforma educacional peruana” foi uma longa reportagem de 1974 que foi publicada em espanhol como “La Reforma Educativa Peruana” (Lima, Mosca Azul Editores, 1976). Durante suas cinco décadas de pesquisa e trabalho na América Latina, Gall manteve um forte interesse sobre a educação pública, participando no projeto Círculos de Leitura do Instituto Fernand Braudel de Economia Mundial. Em um Braudel Paper publicado em 2016, “O Ceará vai à Escola: Shakespeare em Quixeramobim”, Norman descreve o impacto da reforma educacional cearense, um dos estados mais pobres do Brasil.

### Prêmios e reconhecimentos
Gall foi premiado com a bolsa Guggenheim Fellowship em 1968 para estudar a história ibérica e latino-americana. Ele foi Visiting Fellow no Woodrow Wilson School of Public and International Affairs, na Universidade de Princeton, entre 1967 e 1968 e 1972 e 1973. Em 2010, foi condecorado com o prêmio Moors Cabot, o mais antigo prêmio do jornalismo, concedido pela Universidade de Columbia. A universidade anunciou durante a cerimônia que “Norman Gall está publicando sobre a América Latina por meio século. Ele cobriu a devastação da Amazônia nos anos 1970, as vulnerabilidades do Partido Institucional Revolucionário do México em 1980 e, mais recentemente, a fraqueza institucional revelada pelo grande escândalo de corrupção brasileiro durante o governo de Luiz Inácio Lula da Silva, em 2005. Na última década, Gall uniu os mundos do jornalismo e da academia com a criação do Instituto Fernand Braudel de Economia Mundial, sediado em São Paulo, onde ele escreve e publica reportagens profundas em inglês, português e espanhol. O prêmio congratulou Gall por seu “meio século de reportagens, análises e comentários nas Américas com profundidade, alcance e qualidade incomparáveis”.

### Vida pessoal
Norman é casado com Catalina Pagés e têm dois filhos, Sarah (1971) e Jonathan (1974).